# Apanthura stocki
Apanthura stocki är en kräftdjursart som först beskrevs av Müller 1991.  Apanthura stocki ingår i släktet Apanthura och familjen Anthuridae. Inga underarter finns listade i Catalogue of Life.